# The Theater at Madison Square Garden
The Theater at Madison Square Garden (originariamente chiamato Felt Forum) è un teatro situato nel Madison Square Garden di New York. Può ospitare tra i 2.000 e i 5.600 spettatori per i concerti, e può essere utilizzato anche per incontri, spettacoli teatrali e cerimonie di laurea. Nessun sedile è a più di 177 piedi (54 m) dal palcoscenico, che misura 30 × 64 piedi quadrati (178 mq). Il teatro ha un soffitto relativamente basso di 20 piedi (6,1 m) a livello del palcoscenico e tutta la disposizione dei posti a sedere tranne che i palchi sulle due pareti laterali è su un piano inclinato dal palco. L'atrio è di 8.000 piedi quadri (740 m²).

## Storia
Quando il Garden fu aperto nel 1968, il teatro era conosciuto come il Felt Forum, in onore dell'allora presidente Irving Mitchell Felt. All'inizio degli anni '90, per ordine dell'allora proprietario, la Paramount Communications, il teatro fu ribattezzato il Paramount Theater, dopo che il teatro Paramount di Times Square era stato convertito in una torre di uffici. Il teatro ebbe il suo nome successivo, The Theater at Madison Square Garden, a metà degli anni '90, dopo che la Viacom ebbe acquistato la Paramount e venduto la proprietà MSG. Nel 2007, il teatro fu rinominato il WaMu Theater at Madison Square Garden, a causa di una trattativa sui diritti dei nomi con Washington Mutual (ora JPMorgan Chase). Dopo il fallimento di Washington Mutual nel 2009, il nome è tornato The Theater at Madison Square Garden.

## Eventi
L'8 dicembre 1991 si è tenuto il sorteggio per la gara preliminare della Coppa del Mondo FIFA 1994 negli Stati Uniti.
È stata la sede del NFL draft dal 1995 al 2004. Nel 2005 il progetto NFL è stato trasferito al Centro Congressi Jacob K. Javits dopo che la gestione di MSG ha opposto un nuovo stadio per i New York Jets. Ha ospitato anche il progetto NBA draft dal 2001 al 2010. Il teatro ospita talvolta anche incontri di boxe nelle serate in cui l'arena principale non è disponibile. Il Jeopardy! Teen Tournament dell'autunno 1999 e una gara Celebrity Jeopardy! si svolsero nel teatro. La ruota della fortuna (Wheel of Fortune) ha fatto tappa al teatro due volte nel 1999 e nel 2013. Nel 2004 è stato il luogo della finale Survivor: All-Stars.
Il primo evento misto di arti marziali, previsto per il teatro, è stato la World Series of Fighting 34: Gaethje vs. Firmino.

## Futuro
Nel gennaio del 2016 il Governatore di New York, Andrew Cuomo, ha annunciato un piano di riqualificazione per la Penn Station che comporterebbe la rimozione di The Theatre a Madison Square Garden.